# El Puente de los Suspiros, Venecia
El Puente de los Suspiros, Venecia, es un óleo sobre cartón de la artista Antonietta Brandeis originaria de Galitzia.

## Análisis de la obra
En esta pintura, la artista representó uno de los puentes más famosos de Venecia, el Puente de los suspíros, el cual une el Palacio Ducal de Venecia con la antigua prisión de la Inquisición. Desde el punto de vista del espectador, del lado izquierdo, Brandeis plasma la escultura de la embriaguez de Noé que se encuentra en el Palacio Ducal, en la que se observa a Noé intentando cubrir su desnudez al mismo tiempo que se recarga de un árbol. Lo siguiente que se observa es el Puente, retratado de una forma realista y detallada, pues se pueden apreciar los detalles barrocos de esta estructura. También se puede observar parte de la prisión de la Inquisición, así como otros edificios contiguos.
El puente recibe ese nombre debido a los suspiros de los presos por la Inquisición que pasaban por este antes de perder su libertad. 
En la parte inferior se pueden ver a un par de hombres que van en góndolas por el Rio di Palazzo.